# IPhone 11 Pro
iPhone 11 Pro та iPhone 11 Pro Max — смартфони, розроблені компанією Apple Inc., що є наступниками iPhone XS та iPhone XS Max відповідно. Генеральний директор Apple Тім Кук представив пристрої разом з iPhone 11 — спрощеною моделлю для нижчого цінового сегменту, 10 вересня 2019 року в Театрі ім. Стіва Джобса в Apple Park. Передзамовлення відкрились 13 вересня 2019 року, а продажі розпочались 20 вересня того ж року.

## Дизайн
Екран та задня панель виготовлені зі скла Corning Gorilla Glass. Рамка смартфону виготовлена зі сталі.
Задня панель, на відміну від iPhone 11, отримала матове скло.
Смартфони отримали захист від пилу та вологи по стандарту IP68.
Знизу знаходяться роз'єм Lightning, динамік та стилізований під динамік мікрофон. З лівого боку знаходяться кнопки регулювання гучності та перемикач режиму звуку. З правого боку знаходяться кнопка блокування смартфону та слот під 1 SIM-картку. Другий мікрофон знаходиться у квадратному блоці потрійної камери.
iPhone 11 Pro Max для китайського ринку отримав скло під 2 SIM-картки. Також обидва смартфони отримали підтримку eSIM.
В Україні iPhone 11 Pro та 11 Pro Max продаються в 4 кольорах: Space Gray, білому, золотому та Midnight Green (зелений).

## Технічні характеристики

### Платформа
Смартфон отримав процесор Apple 13 Bionic, та графічний процесор Apple GPU.

### Акумулятор
iPhone 11 Pro отримав акумуляторну батарею об'ємом 3046 мА·год, а iPhone 11 Pro Max — 3969 мА·год. Також обидва смартфони отримали підтримку 18-ватної швидкої зарядки та бездротової зарядки стандарту Qi.

### Камера
Смартфон отримав основну потрійну камеру 12 Мп, f/1.8 (ширококутний) + 12 Мп, f/2.0 (телеоб'єктив) з 2x оптичним зумом + 12 Мп, f/2.4 (ультраширококутний) з оптичною стабілізацією, фазовим автофокусом Dual Pixel та здатністю запису відео в роздільній здатності 4K@60fps. Фронтальна камера отримала 12 Мп сенсор, світлосилу f/2.2 та здатність запису відео у роздільній здатності 4K@60fps. Також фронтальна камера отримала датчики для розпізнавання лиця.

### Екран
iPhone 11 Pro отримав екран Super Retina XDR OLED, 5.8", 2436 x 1125 зі щільністю пікселів 458 ppi та співвідношенням сторін 19.5:9.
iPhone 11 Pro Max отримав екран Super Retina XDR OLED, 6.5", 2688 x 1242 зі щільністю пікселів 458 ppi та співвідношенням сторін 19.5:9.
Також обидва смартфони отримали виріз під фронтальну камеру, розмовний динамік та датчики Face ID.

### Звук
Смартфони отримали стерео динаміки. В ролі другого динаміку виступає розмовний.

### Пам'ять
Смартфони року продаються в комплектаціях 4/64, 4/256 та 4/512 ГБ.

### Програмне забезпечення
Смартфони були випущені на операційній системі iOS 13. Були оновлені до IOS 16.4.1. Також смартфони мають підтримку Apple Pay та Apple Card.

## Хронологія моделей iPhone
| Хронологія моделей iPhone                   |
| ------------------------------------------- |
| Див. також: Хронологія продуктів Apple Inc. |

Джерело: Apple Newsroom Archive